# Комуро, Мако
Мако Комуро (яп. 小室眞子 Комуро Мако, родилась 23 октября 1991 года  в 23.41 (JST) в Токио) — старшая дочь Фумихито, принца Акисино и Кико, принцессы Акисино, бывший член Японской Императорской Семьи. Старшая племянница японского императора Нарухито и императрицы Масако.

## Биография
Родилась 23 октября 1991 года в  больнице Управления императорского двора в Императорском дворце в Токио. Принцесса Мако имеет младшую сестру принцессу Како (род. 1994) и младшего брата принца Хисахито (род. 2006).
Принцесса Мако окончила школу Гакусюин для девочек в Токио.
В августе 2006 года она в течение двух недель пребывала в Австрии в школе, спонсируемой в рамках программы Homestay. Позже в тот же самый год она сопровождала своего отца принца Акисино с целью участия в её первом официальном событии — религиозной церемонии в Храме Исэ.
Изучала английский язык в Дублинском университетском колледже (2010) и в университете Эдинбурга (2012). В 2014 году окончила курс Международного христианского университета в Токио.
С сентября 2014 года по сентябрь 2015 года Мако обучалась музеологии в Университете Лестера и Лондоне. Жила там инкогнито. В сентябре 2015 года она защитила магистерскую диссертацию на тему исследования стеклянных фигурок Леопольда и Рудольфа Блашка и в январе 2016 года Мако получила диплом с отличием об окончании Университета Лестера.
В декабре 2015 года принцесса Мако посетила с официальными визитами Сальвадор и Гондурас.
В августе 2016 года Мако сдала экзамены в докторантуру Международного христианского университета в Токио. Она будет писать докторскую диссертацию по сравнительной культурологии.
Принцесса Мако во многом напоминала интернет-идола с 2004 года, когда её показали по телевидению в японской школьной форме. Был основан банк изображений; на популярный видеоархив веб-сайта Nico_Nico_Douga было загружено видео, показывающее фан-арт принцессы Мако (с музыкальным сопровождением группы IOSYS). Видео привлекло более 340 000 просмотров и 86 000 комментариев. Управление по делам императорского двора, отвечая на просьбу о комментариях, заявило, что оно не уверено, как должно относиться к этому явлению, так как не видит никаких признаков клеветы или оскорблений против императорской семьи.
В мае 2017 года стало известно, что принцесса собирается выйти замуж за простолюдина, что означало выход из императорской семьи 3 сентября официально объявлена помолвка с юристом Кэем Комуро. Свадьба изначально планировалась на 2018 год, но была отложена из-за финансового скандала: мать Комуро получила от своего жениха 4 млн йен, из которых частично покрыла расходы сына на обучение, но впоследствии разорвала помолвку; из-за этого императорская семья выступала против союза Мако и Кэя.
Незадолго до свадьбы управление императорского дома выпустило сообщение о том, что у Мако диагностировано посттравматическое стрессовое расстройство. Было установлено, что расстройство развилось у неё в первые годы старшей школы под влиянием резкой критики, исходившей как от других членов императорской семьи, так и СМИ и простых жителей страны.
26 октября 2021 года Мако вышла замуж за Кэя Комуро в офисе своего района, без церемонии. Она также отказалась принимать подарок в размере 140 млн йен, который дарят людям, покидающим императорский дом. Мако стала первой женщиной в императорском доме, которая отказалась от свадебной церемонии и от подарка. Во время бракосочетания в Токио состоялась демонстрация, в которой приняли участие около 100 человек. Протестующие были недовольны избранником Мако, а также финансовым скандалом, который сопровождал помолвку. После регистрации брака состоялся символический ритуал «прощания» с императорской семьей, после которого Мако официально потеряла статус члена японской императорской семьи и стала обычной гражданкой Японии.
Кэй и Мако провели пресс-конференцию, на которой по совету доктора невесты зачитали свою позиции и ответы на пять вопросов, отправленных им СМИ заранее, но не стали отвечать на вопросы вживую. Пара собирается переехать в США, куда Кэя позвала работать юридическая компания Lowenstein Sandler.

## Общественные обязанности
Покровитель Японской ассоциации ремёсел (Japan Kogei Association).
С 2015 года — почётный покровитель Японской федерации тенниса.

## Награды
- Орден Драгоценной короны
- Орден Риу-Бранку (Бразилия)[27]
- Национальный орден Заслуг (Парагвай)[28]